# Grammarians HC
Grammarians Hockey Club is een hockeyclub uit Gibraltar.
Grammarians HC is een van de weinige hockeyclubs die het kleine Britse overzeese gebied rijk is. De club is meervoudig kampioen van Gibraltar en nam tweemaal deel aan het belangrijkste Europese bekertoernooi: in 1987 te Terrassa en in 1997 in Amsterdam.